# Єврігорт
Євріго́рт (рос. Евригорт) — присілок у складі Шуришкарського району Ямало-Ненецького автономного округу Тюменської області, Росія. Входить до складу Овгортського сільського поселення.
Населення — 25 осіб (2010, 19 у 2002).
Національний склад станом на 2002 рік: ханти — 100 %.
Стара назва — Євиргорт.